# Concilio di Roma (499)
Il concilio di Roma fu celebrato il 1º marzo 499 nella basilica di San Pietro, sotto la presidenza di papa Simmaco.

## Fonti e datazione
I codici manoscritti Burgundianus 495 e Vaticanus 1342 riportano tre concili simmachiani. Il primo è cronologicamente indicato con la seguente espressione:
- «Post consulatum Paulini viri clarissimi sub die kalendarum martiarum in basilica beati Petri apostoli...»;[2]
- ossia: "Il giorno delle calende di marzo (=1º marzo) nella basilica del beato apostolo Pietro dopo il consulato di Paolino".

A differenza degli altri due concili celebrati all'epoca di papa Simmaco, il concilio del 1º marzo è unanimemente attribuito dagli storici all'anno 499, poco più di quattro mesi dopo l'elezione di Simmaco al soglio di san Pietro.
Gli atti conciliari furono pubblicati nelle antiche collezioni conciliari, come quella di Philippe Labbe (Sacrosancta concilia ad regiam editionem exacta, 1671) e di Giovanni Domenico Mansi (Sacrorum Conciliorum nova et amplissima collectio, 1762). Nel 1894 lo storico tedesco Theodor Mommsen pubblicò l'edizione critica degli atti sinodali nel volume XII della serie Auctorum antiquissimorum delle Monumenta Germaniae Historica.

## Il contesto storico
Il concilio del 499 fu occasionato dalla contestata elezione pontificia del 22 novembre 498, successiva alla morte di papa Anastasio II, che portò il clero romano ad una duplice elezione: da una parte il diacono di origine sarda Simmaco, eletto in San Giovanni in Laterano, e dall'altra l'arciprete romano Lorenzo, eletto in Santa Maria Maggiore.
La divisione del clero e del popolo romano in due fazioni si inquadra nel più ampio contesto della vita della Chiesa imperiale sul finire del V secolo, divisa dallo scisma acaciano, e nelle difficoltà interne della Chiesa di Roma. «Su un piano esterno e generale vi era la contrapposizione tra l'ortodossia calcedonese, prevalente in Occidente e sostenuta da Simmaco, e le tendenze monofisite allora caldeggiate a Costantinopoli dall'imperatore Anastasio cui il partito di Lorenzo era strettamente legato; su un piano interno alla Chiesa di Roma, si scontravano invece opinioni diverse sul ruolo dei laici nelle elezioni papali e il controllo delle proprietà ecclesiastiche.»
In particolare, l'elezione di Lorenzo era sostenuta dal partito che cercava di imporre a Roma e nelle Chiese d'Occidente l'Henotikon, l'editto di fede voluto dall'imperatore Zenone (482), per conciliare la teologia monofisita con i dogmi del concilio di Calcedonia, ma che finiva per limitare la portata delle decisioni calcedonesi.
Per sanare il problema della doppia elezione, e per sedare i tafferugli e gli scontri che ne erano seguiti, entrambe le fazioni fecero appello al re goto Teodorico, il quale, benché di fede ariana, governava allora l'Italia per volontà e con l'accordo dell'imperatore d'Oriente. «Questi stabilì che legittimo papa dovesse essere considerato Simmaco. La decisione fu presa sulla base di un criterio di oggettività: la maggiore anzianità di ordinazione nella carriera ecclesiastica di Simmaco e la maggioranza di sostenitori a suo favore.» Lorenzo comunque si sottomise alla decisione.

## Il concilio
Una volta riconosciuto come unico vescovo di Roma, Simmaco si preoccupò di indire un concilio per regolare l'elezione del pontefice ed evitare che si potesse ricreare una situazione simile a quella del 22 novembre 498. Il concilio fu indetto nella basilica di San Pietro, roccaforte di Simmaco e del suo partito, e celebrato il 1º marzo 499.
L'assemblea fu aperta dal diacono Fulgenzio, che anticipò le posizioni sostenute dallo stesso papa. Intervenne poi Simmaco il quale dichiarò che, benché fosse inverno, aveva ritenuto di convocare i vescovi perché era indispensabile fissare delle regole per l'elezione del vescovo di Roma ed impedire che anche nel futuro si manifestassero le sommosse popolari avvenute nella città negli ultimi mesi. Alle parole del papa seguì la lettura dei quattro decreti conciliari affidata al notaio Emiliano:
1. se, mentre è ancora vivo il papa e a sua insaputa, un prete o un chierico si permette di raccogliere firme in vista delle successive elezioni pontificie, o promette il proprio appoggio o il proprio voto ad un candidato, o fomenta riunioni private per deliberare sulle future elezioni, costui sarà privato delle sue funzioni ed escluso dalla comunione ecclesiastica;
2. la stessa pena sarà comminata a colui che, ancora vivo il pontefice, si proporrà come suo successore o agirà in tal senso;
3. se il pontefice muore improvvisamente senza aver potuto raccomandare la scelta del suo successore[8], spetta al clero scegliere, all'unanimità, il suo successore e consacrarlo vescovo; se i voti sono divisi fra più candidati, è eletto colui che ottiene la maggioranza dei voti; in queste circostanze, se un elettore, forte delle promesse fatte, non vota in piena libertà, sarà privato delle sue funzioni ecclesiastiche;
4. colui che segnala abusi contro questi decreti, se lui stesso è parte in causa, non solo sarà assolto, ma dovrà ottenere anche una ricompensa.

Questi decreti furono approvati e sottoscritti da tutti i presenti, compreso l'antipapa Lorenzo, che firmò con il titolo di Prassede. Forse durante il concilio stesso, o probabilmente appena terminato il concilio, Lorenzo fu promosso da Simmaco a vescovo di Nocera in Campania.
«Le deliberazioni del concilio del 499 sono state giudicate un atto politicamente fazioso di Simmaco. Egli avrebbe così inteso assicurarsi una successione che potesse garantire una linea di continuità alla sua politica di chiusura nei confronti dell'Oriente. In realtà, le modalità di successione del vescovo, così come furono stabilite nel loro complesso dal concilio del 499, sono tali da far pensare piuttosto a decisioni dettate da preoccupazioni normative in una materia, quella della successione papale, estremamente delicata e fino ad allora svincolata da regole. In ogni caso, non è sicuro che Simmaco le abbia applicate per l'elezione del successore, papa Ormisda.»

## Partecipanti
Gli Acta synhodi a. CCCCXCVIIII pubblicati da Mommsen, riportano due liste di partecipanti al concilio del 499:
- la prima si trova all'inizio degli atti ed è quella delle presenze al concilio; è costituita da un elenco di 67 vescovi, con l'indicazione della sede di appartenenza, e da un elenco di 74 presbiteri e 7 diaconi, ma senza indicazione dei tituli;
- la seconda lista si trova alla fine ed è quella delle sottoscrizioni degli atti sinodali; è costituita da un elenco di 71 vescovi, 67 presbiteri (con l'indicazione dei tituli) e 6 diaconi.

Circa i vescovi, nella seconda lista sono presenti cinque vescovi assenti nel primo elenco: Claro di Alife, Vitale di Fondi, Lorenzo di Trevi, Romano di Pettino e Mercurio di Sutri. Tuttavia la lista delle presenze conciliari riporta il nome del vescovo Basilio di Matelica assente nell'elenco delle sottoscrizioni sinodali. Dal confronto fra i due elenchi, si deduce che furono 72 i vescovi che presero parte al primo concilio simmachiano.
L'elenco che segue è quello delle sottoscrizioni sinodali.
Vescovi
1. Papa Simmaco
2. Celio Rustico di Minturno
3. Celio Bonifacio di Velletri
4. Celio Miseno di Cuma
5. Rufino di Canosa
6. Cresconio di Todi
7. Claro di Alife
8. Basilio di Tolentino
9. Vitale di Fondi
10. Decio di Tre Taverne
11. Innocenzo di Bevagna
12. Valentino di Amiterno
13. Basso di Ferentino
14. Vitale di Fano
15. Vitaliano di Roselle
16. Massimo di Blera
17. Costantino di Capua
18. Benigno di Acquaviva
19. Fortunato di Sessa
20. Palladio di Sulmona
21. Vindemio di Anzio
22. Costantino[10] di Otricoli
23. Giovanni di Rimini
24. Germano di Pesaro

1. Martirio di Terracina
2. Candido di Tivoli
3. Lorenzo di Trevi
4. Vitaliano di Arna
5. Sereno di Nomento
6. Giusto di Acerenza
7. Adeodato di Cere[11]
8. Stefano di Norcia
9. Dolcizio di Sabina
10. Fortunato di Anagni
11. Pascasio di Volturno
12. Santolo di Segni[12]
13. Valerio di Calvi
14. Felicissimo di Caudium
15. Innocenzo di Fossombrone
16. Romano di Pettino[13]
17. Colonico di Forum Clodii
18. Epifanio di Benevento
19. Giovanni di Spoleto
20. Costanzo di Venafro
21. Massimiano di Perugia
22. Sallustio di Amelia
23. Luciano di Tarquinia
24. Molensio di Centocelle

1. Fiorenzo di Plestia
2. Massimiano di Subaugusta
3. Fortunato di Foligno
4. Giovanni di Vibo
5. Gaudenzio di Tadino
6. Mercurio di Sutri
7. Felice di Nepi
8. Sereno di Nola
9. Aucupio di Pozzuoli
10. Timoteo di Avellino
11. Rosario di Sorrento
12. Stefano di Napoli
13. Orso di Rieti[14]
14. Gaudenzio di Bolsena
15. Progettizio di Vescovio[15]
16. Quinto di Teano
17. Gaudenzio di Salerno
18. Bellatore di Ostia
19. Mario di Tiferno
20. Lampadio di Urbisaglia
21. Adeodato di Formia
22. Orso di Stabia
23. Saturnino di Erdonia

Presbiteri
1. Celio Lorenzo del titolo di Prassede
2. Celio Ianuario del titolo di Vestina
3. Marciano del titolo di Santa Cecilia
4. Gordiano del titolo di Pammachio
5. Pietro del titolo di Clemente
6. Urbico del titolo di Clemente
7. Paolino del titolo di Giulio
8. Valente del titolo di Santa Sabina
9. Pietro del titolo di Crisogono
10. Sorano del titolo di Vestina
11. Asterio del titolo di Pudente
12. Giustino del titolo di Pudente
13. Felice del titolo di Equizio
14. Redento del titolo di Crisogono
15. Progettizio del titolo di Damaso
16. Giovino del titolo di Emiliana
17. Bono del titolo di Crescenziana
18. Pascasio del titolo di Eusebio
19. Giovanni del titolo di Pammachio
20. Sebastiano del titolo di Nicomede
21. Martino del titolo di Ciriaco
22. Epifanio del titolo di Ciriaco
23. Andrea del titolo di San Matteo

1. Servusdei del titolo di San Clemente
2. Opilio del titolo di Vestina
3. Pietro del titolo di Crisogono
4. Romano del titolo di Tigrido
5. Marcellino del titolo di Giulio
6. Donnino del titolo di Crescenziana
7. Abbonanzio del titolo di Sabina
8. Marcello tituli Romani[16]
9. Asello del titolo di Bizante
10. Agato del titolo di Bizante
11. Sebastiano del titolo di Equizio
12. Valentino del titolo di Eusebio
13. Anastasio del titolo di Anastasia
14. Genesio del titolo di Nicomede
15. Dionisio del titolo di Emiliana
16. Epifanio del titolo degli Apostoli
17. Aconzio del titolo di Fasciola
18. Paolino del titolo di Fasciola
19. Agapio del titolo degli Apostoli
20. Adeodato del titolo di Equizio
21. Benedetto del titolo di Gaio
22. Domenico del titolo di Prisca

1. Redento del titolo di Tigrido
2. Severo del titolo di Gaio
3. Stefano del titolo di Marcello
4. Crescenzio del titolo degli Apostoli
5. Giuliano del titolo di Anastasia
6. Settimino del titolo di Giulio
7. Cipriano del titolo di Marco
8. Epifanio del titolo di Fasciola
9. Bonifacio del titolo di Cecilia
10. Pietro del titolo di Prassede
11. Timoteo del titolo di Marcello
12. Ilaro del titolo di Lucina
13. Vittorino del titolo di Sabina
14. Lorenzo del titolo di San Lorenzo
15. Eutiche del titolo di Emiliana
16. Giuliano del titolo di Anastasia
17. Marco del titolo di Lucina
18. Vincemalo del titolo di Crescenziana
19. Abbondio del titolo di Marco
20. Venanzio del titolo di Marcello
21. Stefano del titolo di Eusebio
22. Paolino del titolo di San Lorenzo

Diaconi
1. Cipriano
2. Anastasio

1. Tarrensio
2. Citonato

1. Tertullo
2. Giovanni